# Джезказганит
Джезказгани́т — очень редкий и недостаточно изученный сульфидный минерал группы ренита из Джезказганского месторождения.

## Описание
Бывает в виде чрезвычайно тонких плёночных агрегатов в сульфидных конгломератах и в дисперсных сульфидных вкраплениях.
Образуется путём растворения борнита и халькозина с KCN. Изотропный минерал в поляризованом свете.
Обнаружен в поздних халькозиновых рудах — Джезказганское месторождение в Казахстане в 1962 году. Опубликован в 1962 году (Поплавко Е. М. и др.); не утверждён комиссией по новым минералам ММА в 1965 г.

## Применение
Представляет научный и коллекционный интерес.
Используется как попутный минерал для добычи рения.